# اتحادیه فوتبال نیووی
اتحادیه فوتبال نیووی (انگلیسی: Niue Island Soccer Association) نهاد اداره‌کننده مسابقات فوتبال و فوتسال در کشور نیووی است.
این اتحادیه که در سال ۱۹۸۴ تأسیس شده عضو کنفدراسیون فوتبال اقیانوسیه می‌باشد.